# Derek Hayes
Derek Hayes (ur. 8 grudnia 1977 w Dungannon) – brytyjski kierowca wyścigowy.

## Kariera
Hayes rozpoczął karierę w wyścigach samochodowych w roku 1998, od startów w edycji zimowej Formuły Palmer Audi, Europejskiej Formule Ford oraz w Brytyjskiej Formule Ford. W Formule Palmer trzykrotnie stawał na najwyższym stopniu podium (w ciągu czterech wyścigów). Podczas gdy w Brytyjskiej Formule Ford został wicemistrzem, w pozostałych seriach zdobywał tytuły mistrzowskie. W późniejszych latach startował także w Brytyjskiej Formule 3, Formule 3 Korea Super Prix, Masters of Formula 3, Grand Prix Makau, Europejskim Pucharze Formuły 3, Francuskiej Formule 3, NASCAR Busch Series oraz w Formule 3 Euro Series. 
W Formule 3 Euro Series wystartował w 2004 roku z włoską ekipą Team Ghinzani. W żadnym z dwóch wyścigów, w których startował, nie zdobywał punktów. Został sklasyfikowany na 34. miejscu w klasyfikacji końcowej.